# 38828 van 't Leven
38828 van 't Leven è un asteroide della fascia principale. Scoperto nel 2000, presenta un'orbita caratterizzata da un semiasse maggiore pari a 2,124759 UA e da un'eccentricità di 0,066922, inclinata di 2,683713° rispetto all'eclittica.